# パンツァードラグーン
『パンツァードラグーン』（Panzer Dragoon）は、セガ製作のゲームシリーズ、およびその第一作のタイトル。このタイトルはドイツ語と英語からなっており、直訳すると「装甲の竜騎兵」といったような意味となるが、企画原案書では『機甲竜 PANZER DRAGOON』と記載されていた。

## 概要
古代文明が産み落とした生物兵器“攻性生物”によって人類が滅びつつある世界で、最強かつ伝説上の存在と言われていた「ドラゴン」を駆り、冒険を繰り広げるシューティングゲームである。ただし後述する『アゼル -パンツァードラグーン RPG-』のみはその名にもRPGとある通り、コンピュータRPGとして作られている。

## シリーズ
本シリーズの時系列は、『ツヴァイ』→『パンツァードラグーン』→『アゼル』→『オルタ』となっている。
パンツァードラグーン
シリーズ第一作。セガサターン（以下、SS）用ソフトとして1995年3月10日に発売され、後にはWindows用ソフトウェアやセガエイジス2500シリーズとしてPlayStation 2移植版が発売された。レイティングはCERO：B（12才以上対象）。また後述のオルタにはおまけ要素として本作が丸ごと収録されている。プレイヤーは白い外殻に包まれた青いドラゴンとそれに乗る16歳の攻生生物ハンターであるカイル・フリューゲを操作して、幻想的な世界を駆るドラマチックシューティング。
画面構成は3Dでドラゴンの背後からの視点を基本とした奥スクロールシューティングスタイルだが、限定された範囲でドラゴンの位置を移動して敵の弾を避けることができる。また、視界を上下左右に、視点を前後左右に移動でき、奥スクロールでありながらもあらゆる方向から敵が出現するため、ドラゴンと照準（サイト）を移動するドライブモードと、サイトのみ移動可能なシューティングモードを切り替える必要がある。攻撃方法には連続的な直線攻撃が可能なバルカンと、複数の敵をロックオンした後に一斉攻撃を行うホーミングレーザーがある。バルカンとホーミングレーザーはどちらか片方しか同時に行えない排他的な操作となっており、うまく併用して敵を倒す事で、各エピソード（シリーズSTG作品におけるステージ表記）を攻略していく。
登場するボスは帝國軍大型戦艦、プロトタイプドラゴン、帝國軍試作型戦艦、帝國軍が発掘中の旧世紀遺跡のガーディアン、帝國軍空中艦隊旗艦の5体（プロトタイプドラゴンのみ複数エピソードに登場）。
シリーズ全体との区別のためにこの作品単体を指す通称としてアイン（ドイツ語で1の意）という呼び名がある。
日本版ジャケットイラストのみフランスの漫画家メビウスが手がけた。
ストーリー
数千年も昔に滅んだ前文明。遺跡に眠るテクノロジーや兵器を利用し、世界を支配しようとする帝国があった。戦乱が続き、やがて帝国は禁断の「塔」の封印を解き放ち、塔のシステムを暴走させてしまう。そのとき、塔から離れた遺跡の中から2匹のドラゴンが復活し、塔を目指して飛び立った。
Panzer Dragoon R-zone
タイガー・エレクトロニクス社が発売したLCDゲーム機R-zone用のゲーム。R-zoneのローンチタイトルである。ただし制作に二木幸生ディレクターとチーム・アンドロメダがかかわっておらず、シリーズにカウントされない場合が多い。
パンツァードラグーン ツヴァイ（-Zwei）
シリーズ第二作。ツヴァイはドイツ語で2の意。SS用ソフト、1996年3月22日発売。基本的なシステムは前作を踏襲。ステージ内に分岐ポイントがあり、一部ステージ構成が変化するなどのギミックが追加された。またゲームのプレイの仕方に応じてドラゴンが様々な形態に進化するという成長要素が加わり、より物語性が高くなった。さらに、溜めたゲージに比例した時間の間無敵状態で画面内の敵全てに自動的にロックオンして攻撃する強力な必殺技「バーサク」も追加された。前作のドラゴンはゲーム開始時から成体の姿だったが、今作のドラゴンは家畜クーリアの変異種であるラギが前述の通りドラゴンの形態へ進化していく構成となっており、乗り手もハンターのカイルからブリーダーのランディ・ジャンジャック（声：中原茂）となっている。
前作よりもカーソルの動く範囲が広くなっているほか、左右・後方等への視点変更速度も速くなり、ゲームのテンポも向上している。また、スコアアタックやルート分岐、後述するパンドラボックスの開放など、前作よりもやり込み要素が多く追加されている。前作と比べてコンティニュー回数が無限となったり、各エピソードでのセーブ中断機能、スコアシステムを利用した自動難易度調整が実装されたため、アーケードゲームを意識したゲームバランスの前作に比べて難易度が大きく下がっている。
登場するボスは帝國輸送艇、ハヌマン、ランドドーラ、ヌース、シェルクーフコア、ガーディアンドラゴンの6体。
パンツァードラグーン ミニ（-MINI）
ゲームギア用ソフト、1996年11月22日発売。パンツァードラグーン1に登場した「ブルードラゴン」の他、「レッドドラゴン」「ブラックドラゴン」のどれかを自機として選択可能で、全5ステージを攻略する。敵キャラクタや音楽等、2に偏った内容になっているが、ゲーム性としては、シリーズ特有の視点の左右への振り向きはボス戦の時やステージの一部に強制発生するのみで、簡略化され、ロックオンによる攻撃がレーザーを発射するのではなく、ボタンを離すと同時に敵が爆死するという奇妙な表現に変わっており、ボス敵のロックオン箇所が異常に少ない。また、パンツァードラグーンシリーズの外伝的作品でストーリー性はほぼ存在しない。
キャラクタのデザインは全体的にデフォルメされており、かわいらしいデザインとなっているものの、一部の敵はセガサターン版1、2からほとんどデザインが変わらずに登場しているものもいくつか確認できる。原作BGMのPSG音源への移植アレンジは崎元仁が担当している。
アゼル -パンツァードラグーン RPG-（-アールピージー）
シリーズ第三作。SS用ソフトとして1998年1月29日発売。アゼルとは登場人物の名前。なお日本以外では Panzer Dragoon Saga というタイトルになっている。
シリーズ唯一のRPG作品だけあって、これまで深くは語られなかった世界の成り立ちや歴史について多く触れられている。また戦闘シーンはアクティブタイムバトル式に加え位置取りシステムによって従来作を再現し臨場感のあるものとなっており、反射神経の要求はSTGと比べ低く設定されているため、ハードルが高かったSTGの前2作に比べ難易度は抑えられている。
パンツァードラグーン オルタ（-ORTA）
Xbox用ソフトとして2002年12月19日発売。レイティングはCERO：B（12才以上対象）。グラフィックの美しさや操作性など全てにおいてパワーアップした作品。
システム面でもシリーズを通して追加されてきた「バーサク（ツヴァイ〜）」「タイプセレクト（アゼル〜）」などがさらに拡張されており、ゲーム中にモーフィングボタンを押すことでベースウィング（バランス型）、ヘビーウィング（攻撃力重視）、グライドウィング（機動力重視）の3タイプを切り替えることができるようになった。またオルタ独自の新規要素としてゲーム中にドラゴンを急加速したり急停止を行える「グライド」が追加され、ゲーム中に障害物や敵の攻撃を回避したり、逆に突撃して破壊するなどの戦略性が足された。本作でのドラゴンの進化はツヴァイと異なり、ゲーム中の敵や背景オブジェクトを破壊する事で得られる遺伝基を取得して貯めていくアイテム方式となった。おまけの「パンドラボックス」では世界に関する資料や攻性生物だけでなく、映像資料やミニゲーム、初代「パンツァードラグーン」をプレイ可能。乗り手は『アゼル』から長い時を経て、理由もわからずシーカーによって監禁されていた謎の少女オルタ（声：本名陽子）。
Xbox 360、Xbox Oneの後方互換に対応しており、2018年4月にはダウンロード販売も開始された。さらにXbox One X Enhancedに対応しているため、Xbox One X、Xbox Series Xでは4K出力に対応した高解像度の綺麗なグラフィックでプレイすることができる。
セガAGES 2500 シリーズ Vol.27 パンツァードラグーン
PS2用ソフトとして2006年4月27日に発売。Windows 95向けに移植されたPCソフト版やパンツァードラグーンオルタのパンドラボックスに収録されたバージョンとは異なり、セガの過去の名作を2500円でPlayStation 2に移植発売するセガAGES 2500シリーズの枠組みで新規開発されたソフトとなっている。第一作とツヴァイのディレクターを務めた近藤智弘が所属するランド・ホーが開発を担当しており、PS2でセガサターン版のグラフィックを極力再現したサターンモード（SSとPS2のハードウェア仕様の違いにより、完全再現はできていない）のほか、
- PS2に合わせドラゴン等のモデリングの高精細化、アニメーションの高フレームレート対応を行ったアレンジモードの追加
- ツヴァイ以降に収録されたパンドラボックスの追加
- スタッフによる撃墜率100％プレイを視聴可能なリプレイデータ

などが新たに追加されている。日本のみの発売。
パンツァードラグーン：リメイク
Nintendo Switch用ソフトとして2020年4月2日（海外版は3月26日）配信開始。対応言語は、日本語、英語、スペイン語、フランス語、ドイツ語、イタリア語、ロシア語、中国語 (簡体字)。
セガより許諾を受けて、セガの監修のもとポーランドのデベロッパー会社MegaPixel Studioが開発、ゲーム会社Forever Entertainmentが販売。
初代のリメイク作。90年代から長足の進歩を遂げたCG技術によって、グラフィックが大きく向上した。オリジナル版ではステージ途中に暗転して背景を切り替える箇所があるが、リメイク版ではシームレスに繋がる演出に変更された。あくまで海外でのセガサターン版をベースとしているため、日本版には無かった敵の攻撃パターンが追加されていたりするほか、日本でしか発売されなかったセガAGES2500シリーズ版で追加された要素の再録、リメイク等は行われていない。
PC版（Steam、GOG）は2020年9月26日、Xbox One版は2020年12月11日、PS4版は2021年3月26日に配信された。海外Switch版のみ、2021年10月8日に欠落していた演出の復活やボス名称の誤記、グラフィックスなどを修正した2.0アップデートが配信された。
パンツァードラグーン ツヴァイ：リメイク
Forever Entertainmentよりパンツァードラグーン ツヴァイのリメイク版も開発していることが発表されている。
一時期は2021年に発売予定と公式Twitterアカウントより発言があったが、2023年現在発売日は未定。
パンツァードラグーン Voyage Record（仮）
セガよりライセンスを受け、株式会社ワイルドマンが開発・販売を行うと発表。
セガサターンで発売された初代『パンツァードラグーン』、『（同）ツヴァイ』、『AZEL』の三部作からのさまざまな場面を、エピソード形式で、VR（Virtual Reality）で体験できる。
対応プラットフォームは未定。発表当初は2020年度発売予定であったが、2023年現在発売日は未定。

## 攻性生物
古代の文明において、遺伝子改造技術によって生み出された生物兵器。四肢のある動物のようなものや、一見しただけでは生物とは思えないようなものなど外見は様々だが、共通して強靭な装甲板のような外殻や、体内で鉱石などを生成する特殊な性質を持つ。おもに、拡散レーザーや残骸など、様々な攻性生物がいる。
作品中の時代では「旧世紀」と呼ばれる古代の文明が失われてから数千年という長い時が経っており、その間にコントロールする存在を失った攻性生物の多くは野生化し、生み出されたままの姿や能力は保っていない。それらは「変異種」と呼ばれ、人類にとってはもはや普通の動物・猛獣と大した違いの無い存在であり、その一部は家畜化されている種や、体内から採取した鉱石を加工して通貨としたり、食糧としての狩猟対象にされる種もある。変異種の大半の攻撃能力は低下しており、人類の脅威になり得る種は比較的少ない。
対して、生物兵器としての役割を維持し、旧世紀の遺跡で今も活動を続ける物を「純血種」と呼ぶ。純血種はいずれも白い外殻を持つのが特徴で、変異種のそれとは明らかに異なる非常に高い戦闘能力を持つ。ほとんどの純血種は非常に機械的で洗練された姿と戦術を持っており、おおよそ感情というものは存在しない。
プレイヤーが操作するドラゴンはこの攻性生物のうち、白い外殻の純血種に相当するのだが、1人の人間を伴って戦うなど他の純血種にはまずありえない特徴が多い。

## パンツァー語
このシリーズでは独自の架空言語が使われている。アイヌ語のローマ字表記にもラテン語にも見えるこの言語は公式な名称は無く、便宜の上、人々によってゲームの題目から取った｢パンツァー語｣と呼ばれている。ちなみにアゼルのED曲である｢Sona mi areru ec sancitu｣とオルタのED曲である｢Anu Orta Veniya｣の歌詞はこの言語で綴られている。

## パンドラボックス
『ツヴァイ』より追加されたモードで、クリア後に開放される所謂おまけモードのようなもの。
モード内では、さまざまな特典があり、『ツヴァイ』『オルタ』では体力やドラゴンの形態、開始ステージなどゲーム中の設定を自由に変更してプレイ可能。
『アゼル』では僅かだがミニゲームをプレイできたりシリーズのマスコット的存在の「ラギ」が沢山いるラギ牧場で和んだり出来る。
PS2版『パンツァードラグーン』では各種資料や撃墜率100％プレイ動画、プレイ画面を写しながらのコメンタリーなどが追加されている。コメンタリーでは製作の裏側などについて聞ける。

## OVA
本作を原作とするオリジナルビデオアニメーションが1996年10月25日に制作された。実制作はProduction I.Gが担当し、日本初のフルデジタルアニメーション制作が成された。しかしストーリーや展開などはオリジナルの脚本を使用し、ゲーム本編の内容とは大きく異なっている。

### キャスト
- カイル - 小野坂昌也
- アリータ - 白鳥由里
- デミトク - 梁田清之
- 艦長、ドラゴン・ブラウ - 大塚明夫
- 兵士 - 小野英昭、黒瀬浩二、斎藤周、遠近孝一

### スタッフ
- 原作・製作 - セガ・エンタープライゼス
- 監督・絵コンテ - 高木真司
- 脚本 - 黒田洋介
- デザインワークス - 竹内敦志
- 作画監督 - 片桐徹
- 美術監督 - 木下和宏
- 色彩設計 - 水田信子
- 編集 - 掛須秀一
- 音楽 - 東祥高
- 音響監督 - 若林和弘
- プロデューサー - 石川光久、小林俊一、杉崎隆行
- 制作 - ゼネラル・エンタテイメント
- 制作協力 - Production I.G